# Боровица (приток Снигиревки)
Боровица — река в России, протекает по Оричевскому району Кировской области. Устье реки находится в 3,4 км от устья реки Снигирёвки по правому берегу. Длина реки составляет 22 км.
Исток реки находится к северо-востоку от села Коршик (центр Коршикского сельского поселения) в 24 км к юго-востоку от посёлка Оричи. Река течёт на север, всё течение проходит по ненаселённому лесному массиву. Впадает в Снигирёвку южнее деревни Трапицыно (Оричевское сельское поселение) в 6 км к юго-востоку от посёлка Стрижи. Ширина реки у устья 5 метров.

## Данные водного реестра
По данным государственного водного реестра России относится к Камскому бассейновому округу, водохозяйственный участок реки — Вятка от города Киров до города Котельнич, речной подбассейн реки — Вятка. Речной бассейн реки — Кама.
Код объекта в государственном водном реестре — 10010300312111100034822.